# Strełcza (gmina)
Strełcza (bułg. Община Стрелча) – gmina w zachodniej Bułgarii, w obwodzie Pazardżik.

## Miejscowości
Miejscowości wchodzące w skład gminy Strełcza:
- Błatnica (bułg.: Блатница),
- Djulewo (bułg.: Дюлево),
- Smilec (bułg.: Смилец),
- Strełcza (bułg.: Стрелча) − siedziba gminy,
- Swoboda (bułg.: Свобода).